# Hemitriecphora xanthospila
Hemitriecphora xanthospila is een halfvleugelig insect uit de familie schuimcicaden (Cercopidae). De wetenschappelijke naam van deze soort is voor het eerst geldig gepubliceerd in 1866 door Stål.